# 여자의 일생 (1982년 소설)
《여자의 일생》은 일본의 기독교 작가인 엔도 슈사쿠가 만든 소설이다. 메이지 시대를 배경으로 하며 기독교 박해에와 기독교인을 사랑한 '기꾸'라는 여인의 이야기다.